# Saint-Michel-les-Portes
Saint-Michel-les-Portes là một xã của tỉnh Isère, thuộc vùng Rhône-Alpes, đông nam nước Pháp.